# Michael Jordan nella cultura di massa

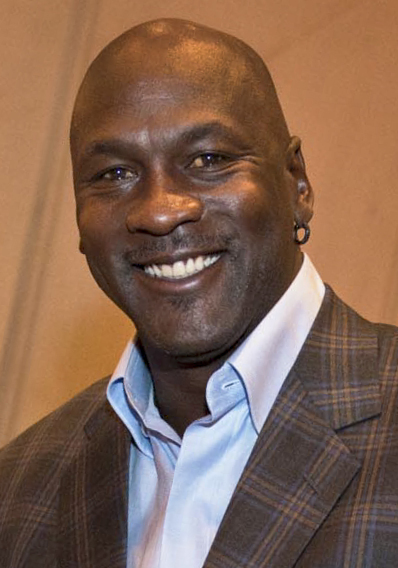
Michael Jordan nel 2014

Nella sua vita Michael Jordan si è distinto oltre che per le sue prestazioni in NBA, anche per il suo impatto mediatico fuori dal campo, risultando essere uno degli sportivi più conosciuti al mondo.

## Air Jordan e spot televisivi
Michael Jordan ha dimostrato di essere un importante business man.
È celebre per il suo esteso lavoro commerciale per compagnie quali la Nike, con il brand dedicato Air Jordan. Nato inizialmente per la sola produzione di scarpe, creando un modello nuovo ogni anno, indossato dal giocatore nel corso della stagione, già dal suo primo anno da professionista, grazie all'enorme successo globale e il richiamo generato ha portato nel tempo l'azienda a espandere la linea anche a magliette, felpe, pantaloncini, non solo prettamente per il basket, ma anche per la vita di tutti i giorni, dando vita a una vera e propria sottomarca. La linea e il suo successo proseguono tuttora, anche dopo il ritiro di MJ.

Il logo della Air Jordan.

È anche apparso in una campagna promozionale dei celebri fast food McDonald's, intitolata "Nothin' but net" (tradotto "niente eccetto la retina"), che comprendeva anche una serie di spot televisivi che proponevano una sfida amichevole tra Jordan stesso e Larry Bird, suo grande rivale e amico. Oltre a questo, Jordan è apparso in un popolare spot della Gatorade dei primi anni novanta, con in sottofondo il jingle "Be Like Mike" ("Sii come Mike"). Tra le altre aziende per le quali è stato testimonial figurano Coca-Cola, Chevrolet, Ball Park Franks, Rayovac, Wheaties, Hanes e MCI Communications. Inoltre, gli sono state dedicate le copertine dei videogiochi NBA 2K11, NBA 2K12 e NBA 2K23.

## Cinema e musica
Nel 1992 è coprotagonista del video musicale di Jam, quinto singolo tratto dall'album Dangerous di Michael Jackson.
Nel 1996, la Warner Bros. diede a Jordan un ruolo di protagonista in un film ricco di effetti speciali, Space Jam, al quale partecipavano anche molti personaggi classici dei cartoni animati Warner Bros. quali Bugs Bunny, Daffy Duck e altri. Il giudizio della critica sul film fu tiepido, poiché molti lo videro solamente come un lungo spot commerciale in cui Jordan faceva la parte della leggenda del basket. Nonostante questo, il film, a oggi, ha incassato più di 90 milioni di dollari, risultando essere il film di basket ad avere incassato di più di tutti i tempi, e che ha rinsaldato ulteriormente la reputazione di Jordan come figura capace di far guadagnare molto; tra l'altro lui ha incassato sui 100 milioni da questo film. Nel film compaiono anche attori come Bill Murray e altri campioni NBA, tra i quali Larry Bird. Nell'edizione italiana del film Jordan è doppiato da Massimo Corvo.
Nel 2000, il cantautore americano Five for Fighting ha portato al successo un brano con il suo nome, contenuto nell'album America Town.
Nel 2002, un film per famiglie intitolato Il sogno di Calvin (titolo originale Like Mike, ovvero "Come Mike") trattava di una storia romanzata nella quale un ragazzino di nome Calvin viene casualmente in possesso di un paio di scarpette da basket appartenute a Michael Jordan. Queste scarpette procurano magicamente al ragazzino un'abilità sovrumana nel gioco del basket, così che egli diviene un atleta professionista prima di aver compiuto 12 anni.
Nel 2003 ha fatto un breve cameo in Looney Tunes: Back in Action, in cui è stato doppiato in italiano da Leslie La Penna.
Nel 2020 Netflix ha prodotto il documentario The Last Dance, che parla delle stagioni vincenti di Jordan ai Chicago Bulls negli anni '90. In questa serie, Jordan è doppiato in italiano da Alberto Angrisano.

## Filmografia

### Cinema
- Maxie, regia di Paul Aaron (1985)
- Un amore rinnovato (She's Having a Baby), regia di John Hughes (1988)
- Playground, regia di Zack Synder (1990)
- NBA Hardwood Classics: Michael Jordan's Playground, regia di Zack Synder (1990)
- Marathon, regia di Carlos Saura (1992)
- NBA Dream Team, regia di Don Sperling (1992)
- Malcolm X, regia di Spike Lee (1992)
- Il principe delle donne (Boomerang), regia di Reginald Hudlin (1992)
- Michael Jordan: Air Time, regia di Scott Rosenberg (1993)
- Occhi nelle tenebre (Blink), regia di Michael Apted (1993)
- There Are No Children Here, regia di Anita W. Addison (1993)
- Kathie Lee Gifford's Celebration of Motherhood, regia di Louis J. Horvitz (1993)
- NBA Below the Rim, regia di Larry Weitzman (1994)
- Space Jam, regia di Joe Pytka (1997)
- He Got Game, regia di Spike Lee (1998)
- Saturday Night Live: A Tribute to Chris Farley, regia di David S F Wilson e Beth McCarthy-Miller (1998)
- Michael Jordan: His Airness, regia di Larry Weitzman (1999)
- 30th NAACP Image Awards, regia di Chuck Vinson (1999)
- Michael Jordan to the Max, regia di Don Kempf James D. Stern (2000)
- The NBA's 100 Greatest Plays, regia di James Podhoretz (2001)
- Looney Tunes: Back in Action, regia di Joe Dante (2003)
- Super Size Me, regia di Morgan Spurlock (2004)
- Skywalker: The David Thompson Story, regia di Rick Clemens (2005)
- The Doctor, the Tornado & the Kentucky Kid, regia di Mark Neale (2006)
- Basketball Man, regia di Burt Kerns (2007)
- 9 - Un chiffre, un homme, regia di Jean-Marie Antonini (2008)
- Jordan Rides The Bus, regia di Ron Shelton (2010)
- The Dotted Line, regia di Morgan Spurlock (2011) - Cortometraggio
- The Dream Team, regia di Zak Levitt e Andy Thompson (2012)
- The Doctor, regia di Zak Levitt (2013)
- 1997 NBA Champions: Chicago Bulls, regia di Larry Weitzman e Don Sperling (2014)
- I Am Chris Farley, regia di Derik Murray e Brent Hodge (2015)
- Unbanned: The Legend of AJ1, regia di Dexton Deboree (2018)
- Rodman: para lo bueno y para lo malo, regia di Todd Kapostasy (2019)

### Televisione
- Dazzling Dunks and Basketball Bloopers, regia di Rob Burnett (1989) - Film Direct-to-Video
- Kobe Bryant's Muse, regia di Gotham Chopra (2015) - Film TV